# The Whispers
The Whispers sono un gruppo statunitense di musica R&B/dance.

## Storia
Si sono formati nel 1963. I membri originali erano i gemelli, Scotty (Wallace) e Walter Scott, con Gordy Harmon, Marcus Hutson e Nicholas Caldwell. Nel 1973, Harmon fu sostituito da Leaveil Degree membro dei Friends of Distinction. La voce melodiosa di Scotty Scott è comparsa di quasi tutti i brani è stata comparata alla voce di Ronald Isley of The Isley Brothers.
Dal 2003 fanno parte della Vocal Group Hall of Fame.

## Formazione
- Wallace Scott "Scotty Scott"
- Walter Scott[1]
- Marcus Hutson
- Nicholas Caldwell
- Leaveil Degree
- Gordy Harmon

## Discografia

### Album in studio
- 1973 Planets of Life - Castle Records
- 1974 Bingo - Janus Records
- 1976 One for the Money - Soul Train
- 1976 The Whispers - Soul Train
- 1977 Open up Your Love - Soul Train
- 1978 Headlights - SOLAR Records
- 1979 Happy Holidays to You - CBS
- 1979 Whisper in Your Ear - Solar
- 1980 The Whispers - Solar
- 1981 Imagination - Solar
- 1981 Love Is Where You Find It - Sequel
- 1981 This Kind of Lovin - Solar
- 1983 Love for Love - Capitol Records
- 1984 So Good - Solar
- 1987 Just Gets Better with Time - Solar
- 1989 Vintage Whispers - Solar
- 1990 More of the Night - Capitol
- 1990 In the Mood - Solar
- 1991 Somebody Loves You - Quicksilver
- 1993 Dr. Love - Quicksilver
- 1994 Beat Goes On - Unidisc
- 1994 Christmas Moments - Capitol
- 1995 Toast to the Ladies - Capitol
- 1996 The Whispers - Sequel
- 1997 Songbook, Vol. 1: The Songs of Babyface - Interscope Records
- 2006 For Your Ears Only
- 2007 The Whispers Live from Las Vegas

### Singoli
| Anno | Singolo                                    | US Hot 100 | R&B Singles | Official Singles Chart | Album                      |
| ---- | ------------------------------------------ | ---------- | ----------- | ---------------------- | -------------------------- |
| 1970 | "This Time Will Come"                      | -          | #17         | -                      |                            |
| 1970 | "Seems Like I Gotta Do Wrong"              | #50        | #6          | -                      | Planets Of Life            |
| 1971 | "There's A Love For Everyone"              | -          | #31         | -                      | Planets Of Life            |
| 1972 | "I Only Meant To Wet My Feet"              | -          | #27         | -                      | Love Story                 |
| 1972 | "Can't Help But Love You"                  | -          | #35         | -                      | Love Story                 |
| 1973 | "Somebody Loves You"                       | #94        | #45         | -                      | Life and Breath            |
| 1974 | "Bingo"                                    | -          | #40         | -                      | Bingo                      |
| 1974 | "A Mother For My Children"                 | #92        | #32         | -                      | Bingo                      |
| 1976 | "In Love Forever"                          | -          | #40         | -                      | One For the Money          |
| 1976 | "Living Together (In Sin)"                 | -          | #21         | -                      | One For the Money          |
| 1976 | "One For The Money (Part 1)"               | #88        | #10         | -                      | One For the Money          |
| 1976 | "You're Only As Good As You Think You Are" | -          | #91         | -                      | One For the Money          |
| 1977 | "Make It With You"                         | #94        | #10         | -                      | Open Up Your Love          |
| 1977 | "I'm Gonna Make You My Wife"               | -          | #54         | -                      | Open Up Your Love          |
| 1978 | "(Olivia) Lost and Turned Out"             | -          | #13         | -                      | Headlights                 |
| 1979 | "A Song For Donny"                         | -          | #21         | -                      | The Whispers               |
| 1980 | "And the Beat Goes On"                     | #19        | #1          | #2                     | The Whispers               |
| 1980 | "Lady"                                     | #28        | #3          | #55                    | The Whispers               |
| 1980 | "My Girl"                                  | -          | -           | #26                    | The Whispers               |
| 1981 | "It's A Love Thing"                        | #28        | #2          | #9                     | Imagination                |
| 1981 | "I Can Make It Better"                     | -          | -           | #44                    | Imagination                |
| 1983 | "This Time"                                | -          | #32         | #81                    | Love For Love              |
| 1983 | "Keep On Lovin' Me"                        | -          | #4          | -                      | Love For Love              |
| 1983 | "Tonight"                                  | #84        | #4          | -                      | Love For Love              |
| 1984 | "Contagious"                               | -          | #10         | #56                    | So Good                    |
| 1985 | "Some Kinda Lover"                         | -          | -           | #91                    | So Good                    |
| 1987 | "And The Beat Goes On" (reissue)           | -          | -           | #45                    |                            |
| 1987 | "Rock Steady"                              | #7         | #1          | #38                    | Just Gets Better With Time |
| 1987 | "In The Mood"                              | -          | #16         | -                      | Just Gets Better With Time |
| 1987 | "Just Gets Better With Time"               | -          | #12         | -                      | Just Gets Better With Time |
| 1987 | "Special FX"                               | -          | -           | #69                    | Just Gets Better With Time |
| 1987 | "No Pain No Gain"                          | -          | -           | #81                    | Just Gets Better With Time |
| 1990 | "Innocent"                                 | #55        | #3          | -                      | More of the Night          |
| 1990 | "My Heart Your Heart"                      | -          | #4          | -                      | More of the Night          |
| 1991 | "I Want 2B The 1 4U"                       | -          | #58         | -                      | More of the Night          |
| 1991 | "Is It Good To You"                        | -          | #7          | -                      | More of the Night          |
| 1995 | "Make Sweet Love To Me"                    | -          | #41         | -                      | Toast to the Ladies        |
| 1995 | "Come On Home"                             | -          | #60         | -                      | Toast to the Ladies        |